# ГЕС Узунчаїр
ГЕС Узунчаїр (тур. Uzunçayır Barajı) – гідроелектростанція на південному сході Туреччини. Використовує ресурс із річки Мунзур-Чай, котра впадає праворуч до Мурату (лівий витік Євфрату) на ділянці водосховища ГЕС Кебан.
В межах проекту річку перекрили кам'яно-накидною греблею із глиняним ядром висотою 70 метрів (від фундаменту, висота від дна річки – 58 метрів), яка потребувала 2,8 млн м3 матеріалу. На час будівництва воду відвели за допомогою двох тунелів довжиною 0,4 км та 0,47 км. Гребля утримує водосховище з площею поверхні 13 км2 та об’ємом 308 млн м3.
Пригреблевий машинний зал обладнали трьома турбінами типу Френсіс потужністю по 27,3 МВт, які повинні забезпечувати виробництво 322 млн кВт-год електроенергії на рік. 
Видача продукції відбувається по ЛЕП, розрахованій на роботу під напругою 154 кВ.